# William Kapell
William Kapell (ur. 20 września 1922 w Nowym Jorku, zm. 29 października 1953 koło San Francisco) – amerykański pianista pochodzenia polskiego.

## Życiorys
Jego rodzice prowadzili księgarnię przy Lexington Avenue na Manhattanie. Uczył się w Nowym Jorku u Dorothei La Follette, a później w konserwatorium w Filadelfii u Olgi Samaroff i w nowojorskiej Juilliard School u Rosiny Lhévinne. W 1941 roku został laureatem Youth Contest of the Philadelphia Orchestra oraz Naumburg Award. W tym samym roku debiutował w nowojorskiej Town Hall. Koncertował jako solista z wieloma orkiestrami w Stanach Zjednoczonych i Europie. W jego repertuarze znajdowały się utwory fortepianowe i kameralne Bacha, Mozarta, Beethovena, Schuberta, Chopina, Liszta, Albéniza, de Falli, Rachmaninowa, Prokofjewa, Szostakowicza i Chaczaturiana. Zachowało się niewiele nagrań fonograficznych jego wykonań.
Zginął w katastrofie lotniczej, wracając z koncertu w Australii.